# لوري شاترنج
لوري شاترنج (الاسم العلمي: Lorius garrulus) (بالإنجليزية: Chattering Lory)‏ هو طائر ينتمي إلى (فصيلة: Psittaculidae).